# NGC 6336
NGC 6336 este o galaxie situată în constelația Hercule. A fost descoperită în 11 iulie 1876 de către Édouard Stephan⁠(d). Se află la o distanță de 116,6 megaparseci de Pământ.